# Pichia punctispora
Pichia punctispora är en svampart som först beskrevs av Mélard, och fick sitt nu gällande namn av Stell.-Dekk. 1931. Pichia punctispora ingår i släktet Pichia och familjen Pichiaceae.   Inga underarter finns listade i Catalogue of Life.